# 伊夫尼亚
伊夫尼亚（羅馬化：Ivnya）是俄罗斯别尔哥罗德州的市级镇、伊夫尼亚区行政中心，在州首府别尔哥罗德西北方。
名称来自于俄语中“柳树”（ива）一词。2021年有人口6,939人；2010年人口7,933；2002年人口7,725；1989年人口7,236。